# Богородиця з ангелами (Бугро)
Богородиця з ангелами (фр. La Vierge aux anges), також відома як «Пісня ангелів» — олійна картина 1881 року французького художника Вільяма-Адольфа Бугро. Розміри складають 213,4х152,4 см.
Експонується у музеї меморіального парку «Форест-Лон» міста Глендейл (Каліфорнія, США).